# Atwood (Pennsylvanie)
Pour les articles homonymes, voir Atwood.
Atwood est un borough situé dans le comté d'Armstrong, en Pennsylvanie, aux États-Unis,. En 2010, il comptait une population de 107 habitants. Il est incorporé en 1884.

## Démographie
Lors du recensement de 2010, le borough comptait une population de 107 habitants. Elle est estimée, le 1er juillet 2019, à 106 habitants.

### Source de la traduction
- (en) Cet article est partiellement ou en totalité issu de l’article de Wikipédia en anglais intitulé « Atwood, Pennsylvania » (voir la liste des auteurs).